# Politična represija v Severni Koreji
Ljudje v Severni Koreji trpijo zaradi politične represije iz vseh vidikov vsakdanjega življenja, vključno z govorom, potovanji, zaposlitvijo in vero. Nimajo nikakršnih pravic, veliko jih umre kot politični zaporniki, veliko število ljudstva pa je podvrženo lakoti. Dinastija Kim je Severni Koreji vladala s tremi ideološkimi generacijami. Svojo najvišjo centralizirano moč utrjuje pod vodstvom komunističnih ideologij džuče in songun. Džuče kritizirajo številni znanstveniki in ga dojemajo kot prakso totalitarizma. Songun se sklicuje na politiko v prvi vrsti vojaško, kar pomeni, da ima Korejska ljudska vojska najvišjo politično, gospodarsko prednost in prednost pri dodeljevanju virov, pri čemer žrtvuje druge dele družbe.
Severna Koreja kot enostrankarska država od vsakega državljana zahteva, da si obvezno zapomni podrobnosti desetih načel za vzpostavitev monolitnega ideološkega sistema, saj ta načela zagotavljajo absolutno lojalnost in poslušnost družini Kim. Poleg tega veljajo pridržanje, kaznovanje v zaporniških taboriščih , prijavljene usmrtitve in javne usmrtitve, če vedenje, dejanja in uživanje ljudi ne odobri država ali izkazujejo nespoštovanje do družine Kim.

## Ideologija džuče
Ideologijo džuče je ustvaril ustanovitelj komunistične Severne Koreje Kim Il-sung, ideologija pa je na začetku dojeta kot različica marksizma-leninizma, nato pa je Kim po govoru 14. aprila 1965 postopoma preoblikoval v ideologijo, ki poudarja "politična neodvisnost, ekonomska samopreživljanje in samozavest." Ideologija džučeja se močno osredotoča na vodenje množic in edini človek, ki bo po pravilih ideologije vodil množice k uspehu, je Kim Il-sung. Ta teorija utrjuje najvišji položaj Kim Il-sunga nad Delavsko partijo in Severno Korejo. 
Teorija opisuje velikega voditelja kot "absolutističnega in vrhovnega voditelja". Veliki vodja ima najvišjo modrost in tudi edino človeško bitje, ki ima v lasti zakonito zastopanje delavskega razreda. Veliki vodja lahko spozna razredne konflikte, vodi ljudi v revolucionarne spremembe in premaguje težke naloge. Prav tako je veliki vodja brezhibno človeško bitje, ki nikoli ne dela napak in ima vedno moč vladati množicam. Samo z uvedbo enotnega ideološkega sistema lahko deluje teorija velikega voditelja. Enotni ideološki sistem je deset načel za monolitni ideološki sistem.

## Politične stranke in volitve
Vrhovna ljudska skupščina je edini zakonodajni organ v Severni Koreji in izvaja petnajstletne volitve, da izbere vodilno stranko in najvišjega voditelja. Teoretično obstajajo tri različne stranke, vključno z Delavsko partijo Koreje, Korejsko socialdemokratsko stranko in Čondoistično stranko Čongu ter nekaj poslancev iz drugih organizacij. Toda v praksi vse tri stranke predlaga Demokratska fronta za združitev domovine in vedno se pričakuje, da bo zmagala Delavska partija. Vsi državljani, stari 17 let in več, imajo obvezno volilno obveznost. Pridružitev podpornim skupinam in izražanje veselja ob glasovanju velikemu vodstvu naroda se pričakuje po odhodu z volišča. Volitve so kritizirane kot predstava, ker je udeležba vedno okoli 100-odstotna. Državljani imajo nominalno pravico glasovati proti kandidatu tako, da prečrtajo ime kandidata in spustijo glasovnico v ločeno polje. Vendar je postopek glasovanja pod nadzorom uradnikov. To je tvegano dejanje, ki bi ga tajna policija zasledovala in posumila na nelojalnost do naroda. Tisti, ki glasujejo proti, lahko dobijo kazen v obliki izgube hiše in službe. Delavska partija, ki jo vodi družina Kim, ima na vseh volitvah večino glasov, vrhovna ljudska skupščina pa določi njeno prevladujočo politično moč nad Severno Korejo.  

## Tajna policija
Tajna policijska agencija je avtonomna in ločena agencija, ki je povezana z oddelkom za državno varnost v Severni Koreji. Po pričevanju nekdanjega inštruktorja tajne policije Konga Thak-hoja postopek izbire tajne policije temelji na zvestobi vladajoči stranki in družini Kim, vendar so posebne veščine glede policijskega dela najmanj pomembne. Potencialne kandidate preiščejo skozi šest generacij sorodnika in nekdo mora imeti pomemben položaj. Ena od glavnih nalog je zatiranje političnih nasprotnikov, ki kritizirajo družino Kim in se počutijo nezadovoljne z režimom. Tajna policijska agencija je pooblaščena, da gre skozi posebno sodišče in poroča neposredno Kimu Džong-unu. Poleg tega je tajna policija na visoki ravni odgovorna za cenzuro vseh publikacij v Severni Koreji in odobritev. Druga dolžnost tajne policije je vodenje koncentracijskih taborišč v Severni Koreji. Paznike usposabljajo za mučenje zapornikov in pazniki so kaznovani, če čutijo sočutje do nesreče zapornikov. 

## Religija
Tako kot vse ostale komunistične države, je tudi Severna Koreja ateistična. Tujci težko opazujejo vero v državi zaradi njene skrajne izolacije od sveta. Po oceni, ki jo je opravila Religious Intelligence UK, večina Severnih Korejcev ni vernih. Korejski šamanizem in hondoizem sta glavni religiji, budizem in krščanstvo pa manjšina.
Čondoistična stranka Čongu (Stranka mladih prijateljev nebeške poti) je politično utelešenje hondoizma, ki ga država priznava kot 'nacionalno religijo'. Uradnik pohvali edinstvene značilnosti hondoizma, ki je v skladu z značilnostmi komunizma kot minjung (množica) in revolucionarni antiimperialist. Razvoj tradicije budizma v Severni Koreji se razlikuje od razvoja v Južni Koreji od ločitve države. Budistične dejavnosti v celoti financira in odobri uradna Korejska budistična federacija. Verske dejavnosti v Severni Koreji so neaktivne, saj so obstoječi templji, zgrajeni v preteklosti, zaščiteni kot kulturna dediščina. 
Krščanstvo je bilo na severnem delu Korejskega polotoka razširjeno vse do 19. stoletja, Pjongjang pa je bil poimenovan kot "Jeruzalem vzhoda", ki je pritegnil večino kristjanov pred letom 1948. Vendar je ob ustanovitvi Demokratične ljudske republike Koreje leta 1945, zaradi tesne povezave z Ameriko, Kim Il-sung kritiziral in odvračal krščanstvo. S časom je Kim Il-sung prepovedal obeleževanje verskih praznikov ter branje biblije oz. svetega pisma. Južna Koreja je postala nova destinacija za tiste, ki so se bali preganjanja in so potem pobegnili s severa. 
Glede na sklicevanje na korejsko vojno in pričevanja prebežnikov nekateri znanstveniki trdijo, da država v celoti izloča religijo, ker jo imperialisti lahko izkoristijo za destabilizacijo režima in upočasnitev gradnje komunizma. Zaradi preživetja nova realnost sili ljudi, da opustijo prejšnje religije. V tej perspektivi sta tako budizem kot krščanstvo uničena in ponovni nastop Korejske budistične federacije in Korejske krščanske federacije po letu 1970 nima praktičnih posledic za obstoj religij. Po drugi strani pa so na podlagi zbranih dokazov religije, vključno s skupnostmi budizma in krščanstva, še vedno preživele in se v nekaj desetletjih znova pojavile. Možen razlog je v tem, da so verni ljudje tudi trdno verjeli v vrednost komunizma v smislu marksizmo-leninizma in kimilsungizma (čuče) ter izkazovali najvišje spoštovanje do vodstva.

## Dodelitev hrane
Od devetdesetih let dvajsetega stoletja Severna Koreja ne more dodeliti hrane svojim državljanom in se močno zanaša na mednarodno pomoč za dostavo hrane. Predvsem se za pomoč zanaša na Ljudsko republiko Kitajsko, ki je njen glavni zaveznik, ki skrbi za preživetje prebivalstva Severne Koreje. Zaradi gospodarskih sankcij, ki jih je uvedla Amerika, Severna Koreja ne more uvažati hrane in razvijati svoje kmetijske tehnologije. Zaradi slabega ravnanja z viri in okoljem je pridelek hrane nezadosten za prehrano ljudi. Prav tako je nezakonito, da državljani najdejo hrano zaradi omejitve gibanja. Ti učinki povzročajo množično stradanje in lakoto. 
Stephan Haggard in Marcus Noland se sprašujeta, da bi se lahko izognili velikemu pomanjkanju hrane v 90. letih prejšnjega stoletja, vendar režim blaginji ljudi ni dal prioritetoe in je samovoljno še naprej dodeljeval sredstva vojski. Ustrezne prilagoditve politike bi lahko premagale veliko pomanjkanje hrane. Država je zavrnila pomoč iz mednarodnih humanitarnih in pasivno vodenih zunanjih odnosov.

## Mediji
Severnokorejski mediji so pod najstrožjim nadzorom države in delujejo kot politična propaganda. Ta propaganda vedno prikazuje tri voditelje Severne Koreje,Kima Džong-una, Kima Džong-ila in Kima il-sunga. Mediji lahko poročajo samo dobre novice, tiste, ki jih režim oceni za primerne. Po specifičnih podatkih in razvrstitvi, podani v poročilu, je Severna Koreja na zadnjem mestu od 180 držav z najvišjo oceno 84,98 na Svetovnem indeksu svobode tiska 2018. Vsi časopisi in izdajatelji televizijskih programov so v lasti vlade in glavni poudarek je na utrjevanju narodne enotnosti in zagotavljanju absolutne zvestobe Kim Džong-una, tretjega pripadnike generacije družine Kim. Korejska centralna tiskovna agencija je glavni ponudnik novic, glavno mesto Pjongjang pa ima vse založbe 12 večjih časopisov, vključno z Rodong Sinmun in 20 periodičnih publikacij. Poleg tega je vsak domači novinar član Delavske partije in domači formalni novinar tujega novinarja smatra za 'lažnivca', ki želi destabilizirati vlado. 
Prav tako je uporaba telefonov, vključno z mobilnimi telefoni, za komunikacijo in prenos datotek dovoljena samo v nacionalnem intrnetu, ki ga v celoti nadzoruje in spremlja vlada. Severnokorejci ne morejo dostopati do tujih medijev in informacij, ki temeljijo na tujih medijih, v kakršni koli obliki gledanja, branja ali poslušanja, sicer so poslani v koncentracijsko taborišče. Prav tako jim je prepovedano uporabljati družbena omrežja, kot npr. Facebook. 

## Uradna lestvica zvestobe državljanov
Vlada ocenjuje državljane na podlagi songbun in jih razvršča v približno 50 podrazvrstitev v tri glavne kategorije, o katerih pričajo begunci in dokumenti v Severni Koreji. Osebno vedenje, družinsko ozadje in sorodniško ozadje glede na politično držo in socialno-ekonomski status so ključni elementi ocenjevanja zvestobe vladi in velikemu voditelju. Zato bo posamezniku dodeljena odgovornost, možnost izobraževanja in zaposlitve ter celo ustrezna hrana le, če je posameznik vreden zaupanja, kar določa songbun. Prav tako je dobra songbun temeljna kvalifikacija za vsakega posameznika, ki se je pripravljen pridružiti Delavski partiji.
Po drugi strani pa so vsi državljani enako obravnavani v skladu s severnokorejsko vlado, ki trdi, da družinsko ozadje nikoli ni podlaga za kakršno koli diskriminacijo.

## Zaporniška taborišča
Oddelek za državno varnost je zadolžen za koncentracijska taborišča za interniranje za zapiranje političnih nasprotnikov in vse, ki so osumljeni, da so politično nezanesljivi. Do skoraj opustitve tega načela leta 1994 se lahko nedolžni ljudje obravnavajo kot politični zločinci in internirani, če so obsojeni politični zločinci njihovi ožji družinski člani. Osrednji in severovzhodni del države je zgoščena regija za taborišča za zapornike, v katerih je skupno približno 80.000 do 120.000 političnih zapornikov. Da bi zagotovili skrajno izolacijo od zunanjega sveta, so ta taborišča nameščena v samotnih gorskih dolinah in so še dodatno ograjena z visokimi betonskimi zidovi. Veliko ljudi umre v taboriščih zaradi mučenja, lakote, nehigienskega okolja in delovnih nesreč.  
Taborišča za interniranje Yodok in Bukchang imata različne funkcije in namen. Za prvega je taborišče namenjeno zaporu kriminalcev za dosmrtno ječo. Slednje je zapiranje ljudi, ki so dobili dolgo zaporno kazen, z malo upanja, da bodo izpuščeni. 
Poročilo o političnem delovnem taborišču v Yodoku v Severni Koreji navaja, da so najemodajalci, uradniki očiščene stranke in aktivni verniki najprej poslani v politični zapor in obsojeni na prisilno delo. Ko so državljani osumljeni nespoštljivosti ali nelojalnosti do vodstva, krive političnih ali ideoloških zločinov, jih pošljejo tudi v zapore. V severni mreži političnih zaporov je približno 200.000 zapornikov in eden od nekdanjih zapornikov je opozoril, da so zaporniki pogosto zlorabljeni in stradani ter so prisiljeni gledati javno usmrtitev svojih sojetnikov.